# Граница (фильм, 1982)
«Граница» — кинофильм США 1982 года.

## Сюжет
В фильме Джек Николсон исполняет роль офицера техасской пограничной службы Чарли Смита. На границе с Мексикой процветает коррупция и несправедливость. Бандиты похищают мексиканских младенцев, чтобы потом продавать их в бездетные американские семьи. Коллеги Смита закрывают на это глаза, но Чарли решает восстановить справедливость.

## В ролях
| Актёр             | Роль       |
| ----------------- | ---------- |
| Джек Николсон     | Чарли Смит |
| Харви Кейтель     | Кэт        |
| Валери Перрин     | Марси      |
| Уоррен Оутс       | Рэд        |
| Эльпидия Каррильо | Мария      |